# Операція «Егрімент»
Операція «Егрімент» (англ. Operation Agreement) — серія наземних та амфібійних спеціальних операцій, що проводилася силами британської, новозеландської та південно-родезійської армій з метою дезорганізації тилу німецько-італійських військ в районі вузлового лівійського міста Тобрук в ході кампанії в Лівійській пустелі під час Другої світової війни.

## Хід операції
Загальним замислом операції передбачалося проведення одночасних атак, як з моря так й з суходолу, на транспортну інфраструктуру німецьких та італійських військ, що оборонялися в районі Тобрука, а також напади на Бенгазі (операція «Бігамі»), на оазі в Киренаїці Джалу (операція «Найсеті») та Барке (операція «Караван»).
Головною метою операції визначалося підірвати спроможності країн Осі, що билися в Північній Африці шляхом виведення з ладу низки польових аеродромів, портових споруд, суден, кораблів, що були на якірних стоянках в гаванях, кораблів та об'єктів, де зберігалося паливно-мастильні матеріали для армії Е.Роммеля. Союзниками також планувалося захопити важливу оазу у Лівійській пустелі — Джалу, який мав слугувати передовою опорною базою та збірним пунктом для усіх учасників операції.
Атака на Тобрук з моря закінчилася повним провалом, британці втратили 3 бойових кораблі, 7 торпедних катерів та дюжину малих десантно-висадочних засобів, а також кілька сотень солдат, морських піхотинців та командос. На березі їм протистояв італійський батальйон полку морської піхоти «Сан-Марко», а також окремі підрозділи німецьких військ, що виконували завдання охорони тилових комунікацій та об'єктів.